# Кларкия
Кла́ркия (лат. Clarkia) — род травянистых растений семейства кипрейных. Род кларкия очень близок к роду годеция, который часто включается в род кларкия.
Стебли тонкие, крепкие, 30—90 см высотой, к концу цветения одревесневающие снизу. Листья овальные, сизо-зелёные с красными жилками, по краю неправильно-редкозубчатые.
Около 40 видов на западе Северной Америки. Как декоративные используют неприхотливые обильноцветущие однолетники, главным образом кларкию ноготковую (Clarkia unguiculata, Clarkia elegans) и кларкию хорошенькую (Clarkia pulchella). Известно много форм и сортов кларкии с простыми и махровыми цветками и различающихся по окраске (белая, розовая, сиреневая, красно-пурпуровая) и по высоте.
Назван в честь Уильяма Кларка.

## Виды
По информации базы данных The Plant List, род включает 42 вида:
- Clarkia affinis H.F.Lewis & M.R.Lewis
- Clarkia amoena (Lehm.) A.Nelson & J.F.Macbr.
- Clarkia arcuata (Kellogg) A.Nelson & J.F.Macbr.
- Clarkia australis E.Small
- Clarkia biloba (Durand) A.Nelson & J.F.Macbr.
- Clarkia borealis E.Small
- Clarkia bottae (Spach) H.F.Lewis & M.R.Lewis
- Clarkia breweri (A.Gray) Greene
- Clarkia concinna (Fisch. & C.A.Mey.) Greene
- Clarkia cylindrica (Jeps.) H.F.Lewis & M.R.Lewis
- Clarkia davyi (Jeps.) H.F.Lewis & M.R.Lewis
- Clarkia delicata (Abrams) A.Nelson & J.F.Macbr.
- Clarkia dudleyana (Abrams) J.F.Macbr.
- Clarkia epilobioides (Nutt.) A.Nelson & J.F.Macbr.
- Clarkia exilis H.F.Lewis & Vasek
- Clarkia franciscana H.F.Lewis & P.H.Raven
- Clarkia gracilis (Piper) A.Nelson & J.F.Macbr.
- Clarkia heterandra (Torr.) H.F.Lewis & P.H.Raven
- Clarkia imbricata H.F.Lewis & M.R.Lewis
- Clarkia jolonensis Parn.
- Clarkia lassenensis (Eastw.) H.F.Lewis & M.R.Lewis
- Clarkia lewisii P.H.Raven & D.R.Parn.
- Clarkia lingulata H.F.Lewis & M.R.Lewis
- Clarkia mildrediae (A.Heller) H.F.Lewis & M.R.Lewis
- Clarkia modesta Jeps.
- Clarkia mosquinii E.Small
- Clarkia prostrata H.F.Lewis & M.R.Lewis
- Clarkia pulchella Pursh
- Clarkia purpurea (Curtis) A.Nelson & J.F.Macbr.
- Clarkia rhomboidea Douglas ex Hook.
- Clarkia rostrata W.S.Davis
- Clarkia rubicunda (Lindl.) H.F.Lewis & M.R.Lewis
- Clarkia similis H.F.Lewis & W.R.Ernst
- Clarkia speciosa H.F.Lewis & M.R.Lewis
- Clarkia springvillensis Vasek
- Clarkia stellata Mosquin
- Clarkia tembloriensis Vasek
- Clarkia tenella (Cav.) H.F.Lewis & M.R.Lewis
- Clarkia unguiculata Lindl.
- Clarkia virgata Greene
- Clarkia williamsonii (Durand & Hilg.) H.F.Lewis & M.R.Lewis
- Clarkia xantiana A.Gray